# Tinténiac
 Tinténiac  es una población y comuna francesa, situada en la región de Bretaña, departamento de Ille y Vilaine, en el distrito de Saint-Malo y cantón de Tinténiac.

## Demografía
| 1794 | 1938 | 2040 | 2173 | 2163 | 2434 |
| Para los censos de 1962 a 1999 la población legal corresponde a la población sin duplicidades (Fuente: INSEE [Consultar]) |      |      |      |      |      |